# Zwarte Adelaar (Košice)
De Zwarte Adelaar is een classicistisch-barok gebouw, gelegen aan de Hlavná-straat 25 (Slowaaks: Hlavná ulica) in Košice, vlak bij de Sint-Michielskerk en de kathedraal.

## Geschiedenis

### 18e eeuw

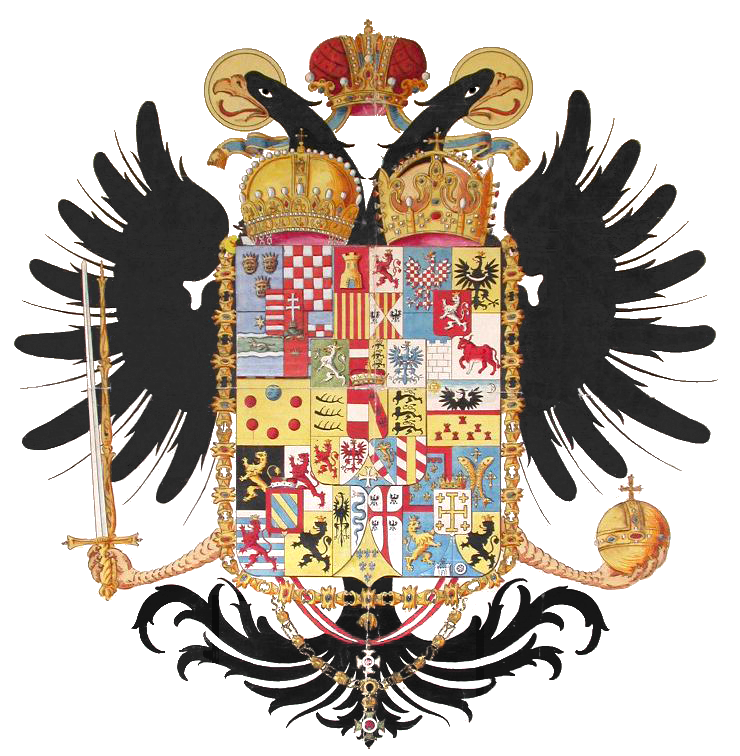

Het hotel met de prestigieuze vrijwel adellijke benaming "De Zwarte Adelaar" werd opgetrokken in 1782, in een periode dat er veel gebouwd werd. Inderdaad, de godsdiensttwisten waren sedert enkele decennia achter de rug en de tijd van de "Verlichting" was eindelijk aangebroken. Dit resulteerde geleidelijk in een opleving van de economie en de bouwkunst.
De ligging van het hotel in het hartje van het oude stadscentrum Staré Mesto was toenmaals ideaal.
Keizer Jozef II (1741 - 1790) van het Heilige Roomse Rijk bracht -kort na de bouw- in deze slaapgelegenheid de nacht door toen hij Košice bezocht op 4 juli 1783.
Het hotel bestond uit luxueuze appartementen met uitzicht op de Hlavná-straat, en gewone kamers met uitzicht op de binnenplaats.

### 19e eeuw
In de loop van de 19e eeuw verloor De Zwarte Adelaar zijn functie als hotel. De Hlavná-straat moest haar strategische positie voor het logement van reizigers afstaan aan de Mlynská-straat, doordat deze laatste de verbindingsweg werd, tussen het spoorwegstation (waar vanaf 1860 reizigerstreinen toekwamen) en de Hoofdstraat. Sedertdien kregen verscheidene concurrerende hotels vaste voet aan de grond.

### 20e eeuw
In de 20e eeuw, tijdens de Eerste Tsjecho-Slowaakse Republiek (1918-1938), werd er in het gebouw een volkskeuken met voedselbedeling voor de armen ingericht.
Later, in de periode van wisselende staatsstructuren, dreigde het artistieke bouwwerk verloren te gaan en te worden vervangen door een moderne constructie.
Op 16 oktober 1963 werd het pand geregistreerd als « Nationaal cultureel monument van de Slowaakse Republiek ». Daarna werd het voor het eerst gerenoveerd.